# Pediana mainae
Pediana mainae là một loài nhện trong họ Sparassidae.
Loài này thuộc chi Pediana. Pediana mainae được Arthur Stanley Hirst miêu tả năm 1995.